# Rüll Tamás
Rüll Tamás (Thomas Rull), (Mosonmagyaróvár, 1928. április 11. – Párizs, 2008. február 4.) francia hírszerző.

## Élete és tevékenysége
Édesanyja, Roda Erzsébet délvidéki kikeresztelkedett zsidó családból származott, és apjával, Rüll Imrével együtt gyógyszerészek voltak, a város 1690-ben alapított Segítő Mária nevű patikájának tulajdonosai. Anyját 1945-ben elhurcolták, a megsemmisítő tábor felé a vonaton gyógyszerrel öngyilkos lett. Apja határozottan jobboldali érzelmű volt, a két világháború között kormányzó Magyar Élet Pártjának volt aktív tagja.
Rüll Tamás 1946-ban a mosonmagyaróvári piarista gimnáziumban érettségizett, majd a budapesti Magyar Királyi Pázmány Péter Tudományegyetemen gyógyszerészetet tanult. Két szemeszter után megszakította tanulmányait és apja gyógyszertárában gyakornokoskodott. 1947 nyarán Bécsben járhatott, hagyatékában találtak ugyanis egy akkori ideiglenes bécsi tartózkodási engedélyt az ő fényképével, Franz Schneider névre. Ekkoriban vehette fel vele a kapcsolatot a francia hírszerzés, a SDECE. 1948 elején apja patikájában is találkozott egy franciául beszélő személlyel.
Rüll az egyetemen aktívan bekapcsolódott az erősen baloldali MEFESZ diákszervezet munkájába, hogy titkos tevékenységét leplezze, illetve hírszerző információkhoz jusson. 1948 során három diáktársának is segített Ausztriába szökni az általa jól ismert határon át, majd 1949 februárjában maga is elhagyta az országot.
Bécsben felvette a kapcsolatot a a jobboldali emigráció szervezeteivel, az akkor alakulóban lévő Magyar Harcosok Bajtársi Közössége egyik csoportjával. amelynek vezetői Zákó András vezérőrnagy, a honvédvezérkar 2. osztályának (VKF 2) utolsó parancsnoka, valamint helyettese, Korponay Miklós vezérkari százados voltak. Zákó és Korponay tárgyaltak a SDECE Kelet-Európával foglalkozó tisztjével, Roger Berneau sorhajókapitánnyal (alezredes), aki előtt úgy állították be, mintha az általuk irányított Kopjások nevű szervezet jelentős hálózattal rendelkezne Magyarországon. A találkozó létrejöttében nagy szerepe volt Kovács Attilának, aki ekkor már a francia hírszerzés szolgálatában állt. A franciák ettől a kapcsolattól azt várták, hogy a Magyarországon tevékenykedő angolszász titkosszolgálatokkal kialakult versengésben jó pozícióra tehetnek szert, és jelentős pénzügyi támogatásban részesítették a magyar szervezetet azzal, hogy annak munkáját szorosan ellenőrizni kívánták. A támogatás mértéke a beszervezett személyek, futárok, ügynökök számától függött, ezért Zákó széles körben próbált toborozni, több tucatnyi embert küldtek Magyarországra, ugyanakkor a beszervezettek felkészítésére egyre kevesebb időt fordítottak annak érdekében, hogy a francia támogatásból minél több pénzt meg lehessen takarítani.
Rüll Tamás ennek a magyar csoportnak a tagjaként először 1949 őszén tért vissza Magyarországra illegálisan, a zöld határon át. Nagy kerülővel Budapestre utazott, ahol először rokonoknál szállt meg, majd rendszeresen váltogatta szálláshelyét. Budapesten, majd Miskolcon régi ismerősöket, rokonait, a család barátait kereste fel, olyanokat, akiknek lehetőségük volt kényes adatok gyűjtésére. Néhányukat sikerült is beszerveznie. Arra kérte őket, hogy figyeljék meg az országban zajló építkezéseket, a szovjet katonai alakulatok mozgását, az üzletek árukészletét, a közhangulatot. Láthatatlan tintát adott nekik, hogy azzal írják meg jelentéseiket levélben Ausztriába.

### Rüll Tamás az ÁVH látókörében
1949 őszén a magyar elhárítás még nem észlelte Rüll magyarországi tevékenységét. Általában azonban tudomásuk volt az MHBK magyarországi munkájáról, sőt 1950 elején szerveztek egy akciót is Kovács Attila ellen Innsbruckban, annak érdekében, hogy többet tudjanak meg tevékenységükről. Az akció az alapos előkészítés ellenére kudarcot vallott, a két magyar támadó nem jutott hozzá az adatokhoz, viszont lövöldözés alakult ki, amiben Kovács Attila halálos sebet kapott és az egyik támadó is megsebesült.
Ezután a franciák átszervezték az MHBK munkáját, az irányítás átkerült Németországba. Az új koncepció szerint olyan személyeket aktivizáltak, akik nem ismerték az MHBK addigi tevékenységét és maguk is ismeretlenek voltak az elhárítás számára, mint Rüll Tamás.
A magyar határőrség azonban az újonnan is megbízhatónak tartott személyek közül Démy-Gerő Sándor volt ludovikás tiszt 1950 tavaszán, magyarországi útja során jelentkezett az ÁVH-nál. Beszervezték és visszaküldték Ausztriába azzal a feladattal, hogy gyűjtsön információkat az MHBK tevékenységéről. (Démy-Gerő később a magyar állambiztonság egyik legsikeresebb munkatársa lett, hosszú időn át foglalkoztatták és az állományba tartozónak tekintették.) Démy-Gerő az MHBK által Magyarországra küldött személyek közül sokakról, köztük Rüll Tamásról is informálta Budapestet.
1950 őszén vált ismertté a magyar elhárítás számára, hogy Rüll már háromszor járt Magyarországon és kisebb hírszerző hálózatot működtet. Kiderült, hogy futárként napokig gyalogolt, rendkívüli távolságokat megtéve, hogy elkerülje az ellenőrzést. Későbbi rekonstrukció szerint 1950 szeptember elején mintegy 80 kilométert tett meg gyalog, mielőtt vonatra szállt Budapest felé. Óvatossága miatt a politikai rendőrség Démy-Gerő információi ellenére sem tudta elfogni őt. Ezért kapcsolataival kezdtek el foglalkozni, de úgy, hogy a fő célt, Rüll elfogását ne veszélyeztessék. 1950 novemberében több más futárt is elfogtak, illetve lelőttek, de Rüllt nem sikerült kézre keríteni.
Közben az MHBK vezetőjétől, Zákó Andrástól írásbeli dicséretet kapott, valamint elvégzett egy, a franciák által szervezett hírszerzési tanfolyamot német nyelven. Folytatta egyetemei tanulmányait is, 1951-ben ezért csak egy küldetést végzett el Magyarországon. Az ÁVH már januárban értesült áprilisra tervezett útjáról, megfigyelték rokonait, ismert kapcsolatait, levelezését is ellenőrizték, mégsem tudták elfogni, bár három hetet töltött Magyarországon, többnyire Budapesten. Rüll érezte a veszélyt, később elmondta, hogy ezen az úton végig a szájában tartotta a ciános kapszulát, bár általában ez nem volt a szokása.
Rüll Tamás 1952 nyarán lépett be utoljára Magyarországra, sikeresen átkelve a műszaki határzáron, elkerülve az aknákat. Olyan kapcsolatot keresett, aki hajlandó lett volna rádiót működtetni, de nem járt sikerrel. Az MHBK kebelén belül időközben súlyos szakadás történt, Zákó és csapata elvesztette a franciák bizalmát. Rüll Franciaországba utazott, ahol ösztöndíjat kapott a CIA által működtetett strasbourgi Free Europe College-ba, azaz a Szabad Európa Egyetemre. Az intézmény célja az volt, hogy olyan fiatalokat képezzen ki, akik egy politikai fordulat esetén át tudják venni országuk irányítását, valamint bevethetők hírszerző munkára is.
Rüll tanulmányaiban is nagyon sikeres volt, a strasbourgi egyetem mellett párhuzamosan elvégezte az egyik vezető francia vegyészeti főiskolát, az École Nationale Supérieure de Chimie-t is, és doktori disszertációt írt.
Részt vett honfitársai továbbképzésében, 1956-ban ő volt az első számú politikai nevelő, de gyakorlati kérdésekben, így például az igazolványok hamisításáról is tartott előadást a Free Europe College kiválasztott hallgatóinak. Ugyanakkor az intézményen belül is foglalkozott hírszerző feladatokkal, a telefonközponton keresztül lehallgatta társai beszélgetéseit. Legfontosabb feladata az úgynevezett tippkutatás, a hírszerzésre alkalmas személyek kiválasztása volt.

### Visszavonulása a polgári életbe
1958 szeptemberében elutazott Strasbourgból és szakmájában helyezkedett el, oktató munkát is végzett. Ezután már nem folytatott titkosszolgálati tevékenységet. 1993-ban vonult nyugdíjba.
Édesapja, nagybátyja, barátai Magyarországon mind megjárták a börtönt, de csak rövid időt töltöttek letartóztatásban. Levelezésének figyelését, körözését csak 1972-ben szüntették meg, de továbbra is veszélyes személyként szerepelt a nyilvántartásban.
Rüll két franciaországi házasságából egy-egy lánya született. Egyikük, Elisabeth Rüll francia sajtófotós csak két évvel apja halála után, a hagyatéka rendezése során talált személyi dokumentumokból szerzett tudomást titkosszolgálati munkájáról.
2015 tavaszán a Párizsi Magyar Intézet  „Les Mémoires Courtes/Hiányos emlékirat” címen multimédiás emlékkiállítást rendezett tiszteletére.